# Carl Hårleman

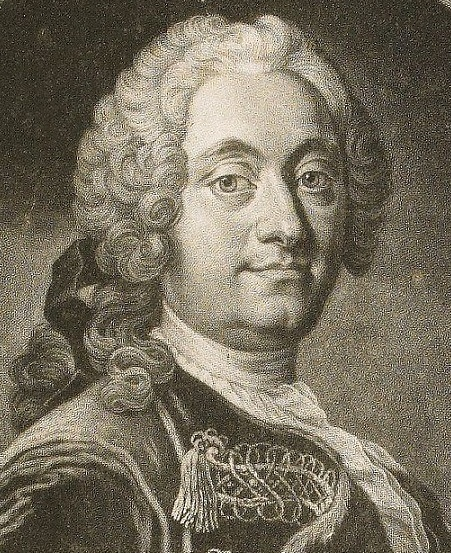
Carl Hårleman.

Carl Hårleman, född 27 augusti 1700 i Stockholm, död 9 februari 1753 i Stockholm, var en svensk friherre och en av sin tids mest tongivande arkitekter. Han var överintendent och huvudansvarig för färdigställandet av Stockholms slott efter Nicodemus Tessin d.y.s död 1728. Han var även en av grundarna av Kungliga Ritakademien och den som införde rokokon i Sverige.

## Biografi

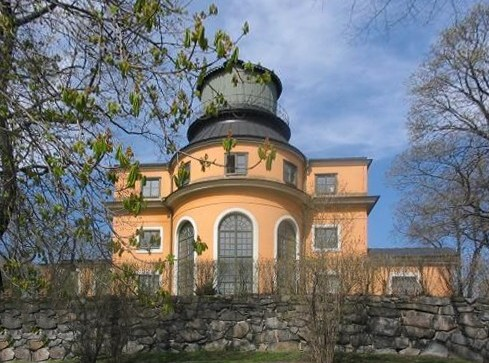
Stockholms gamla observatorium.

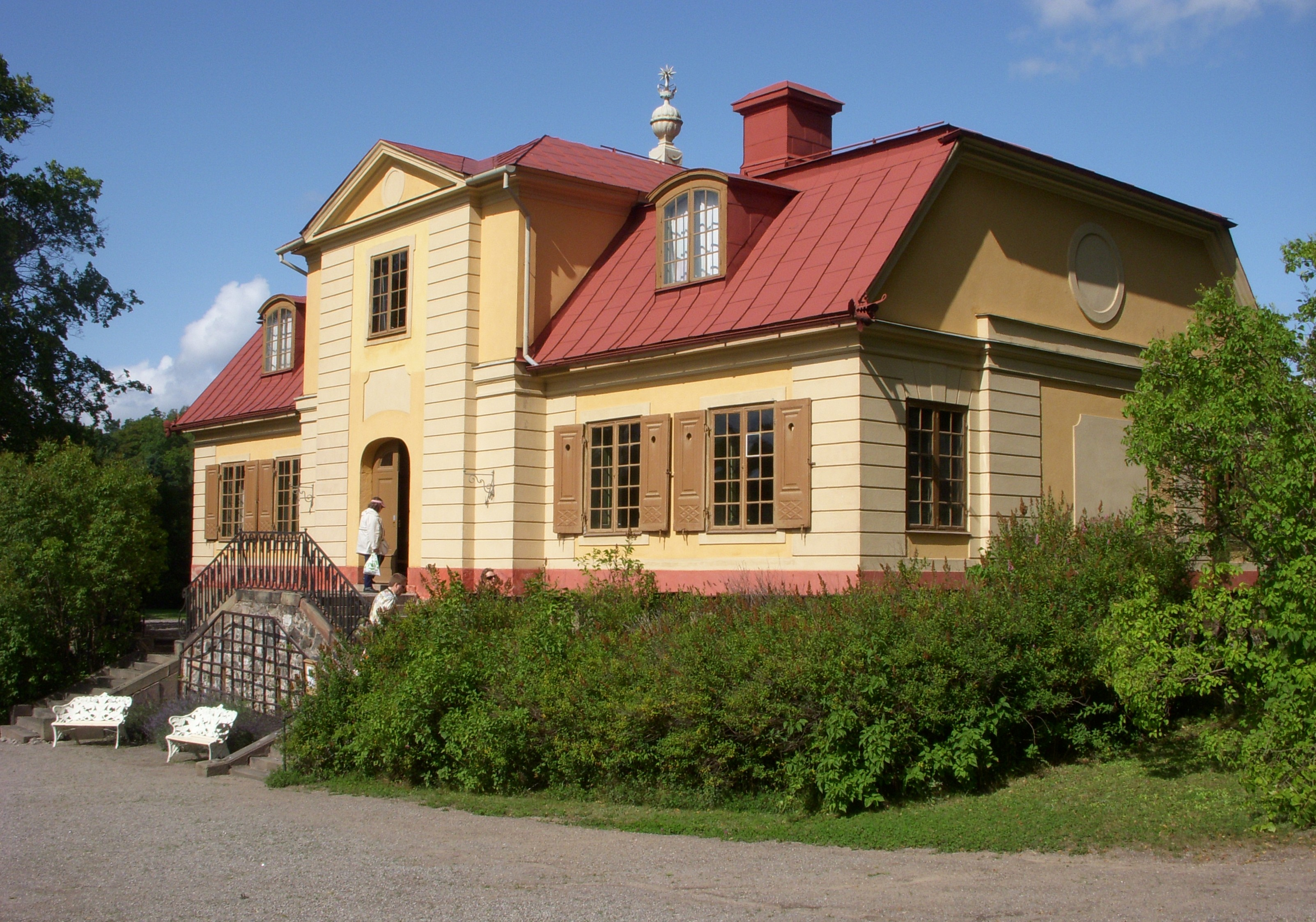
Svindersvik i Nacka, en av Sveriges förnämsta helt bevarade rokokoanläggningar.

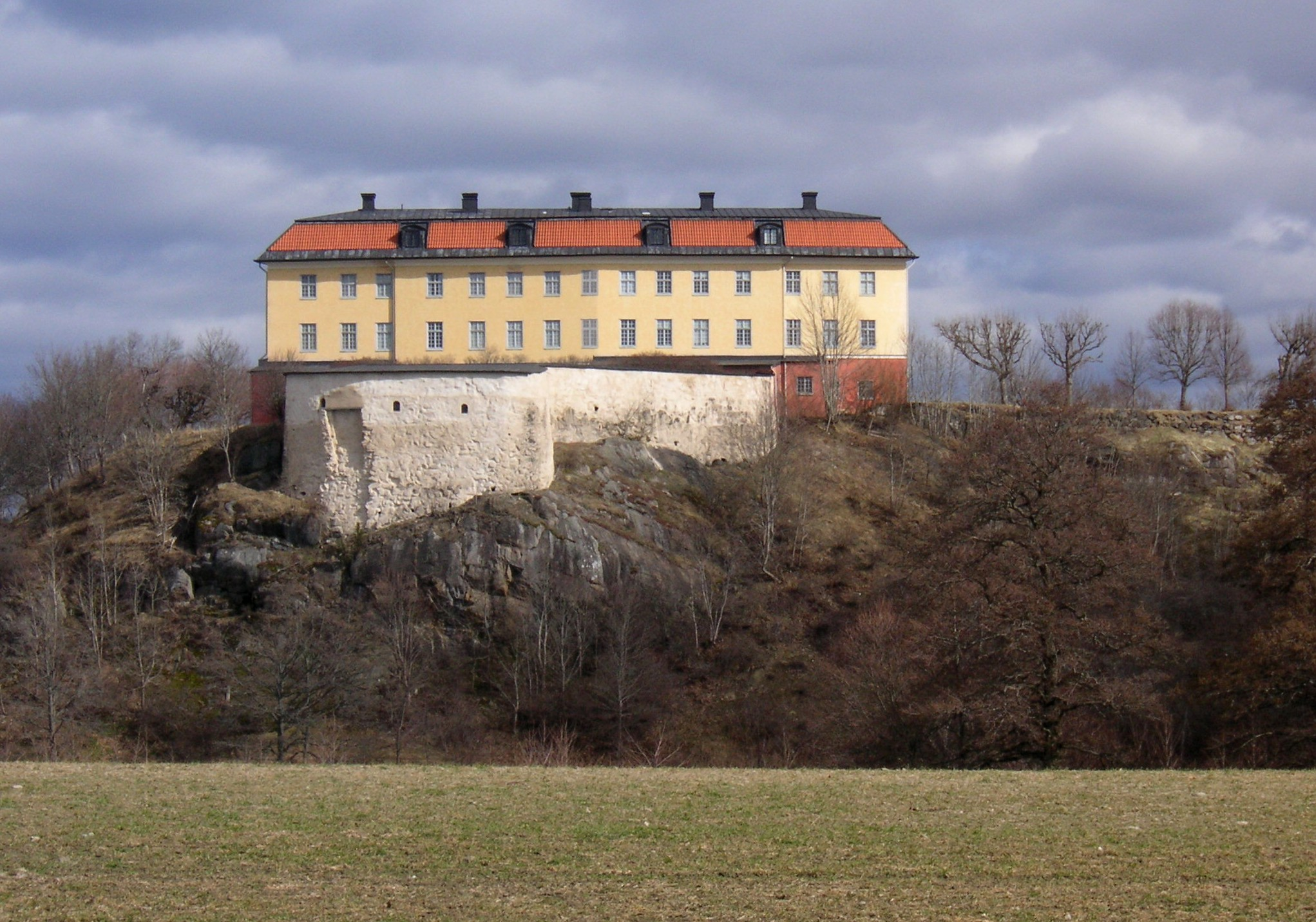
Hörningsholms slott i Södermanland.

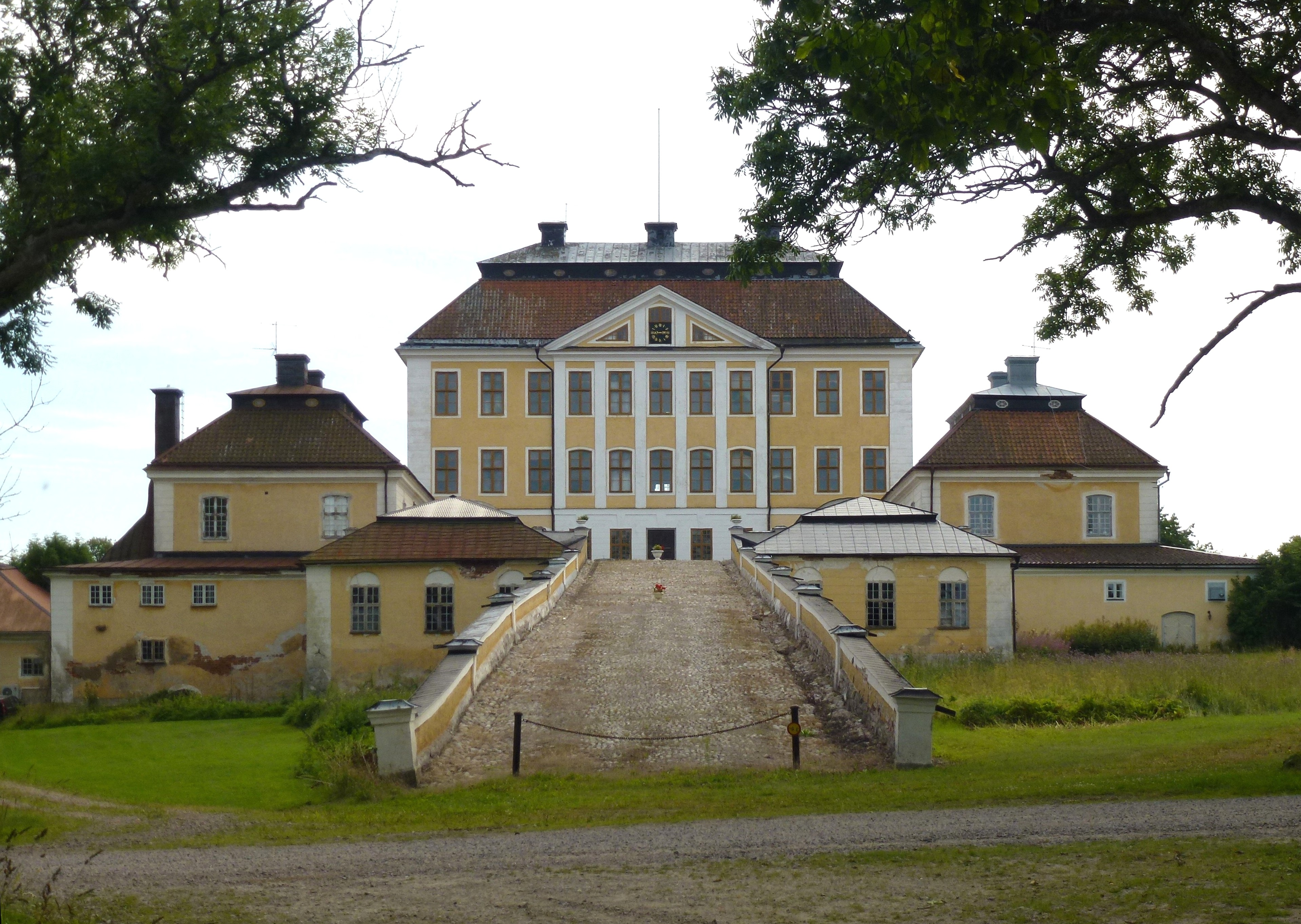
Tureholms slott i Södermanland.

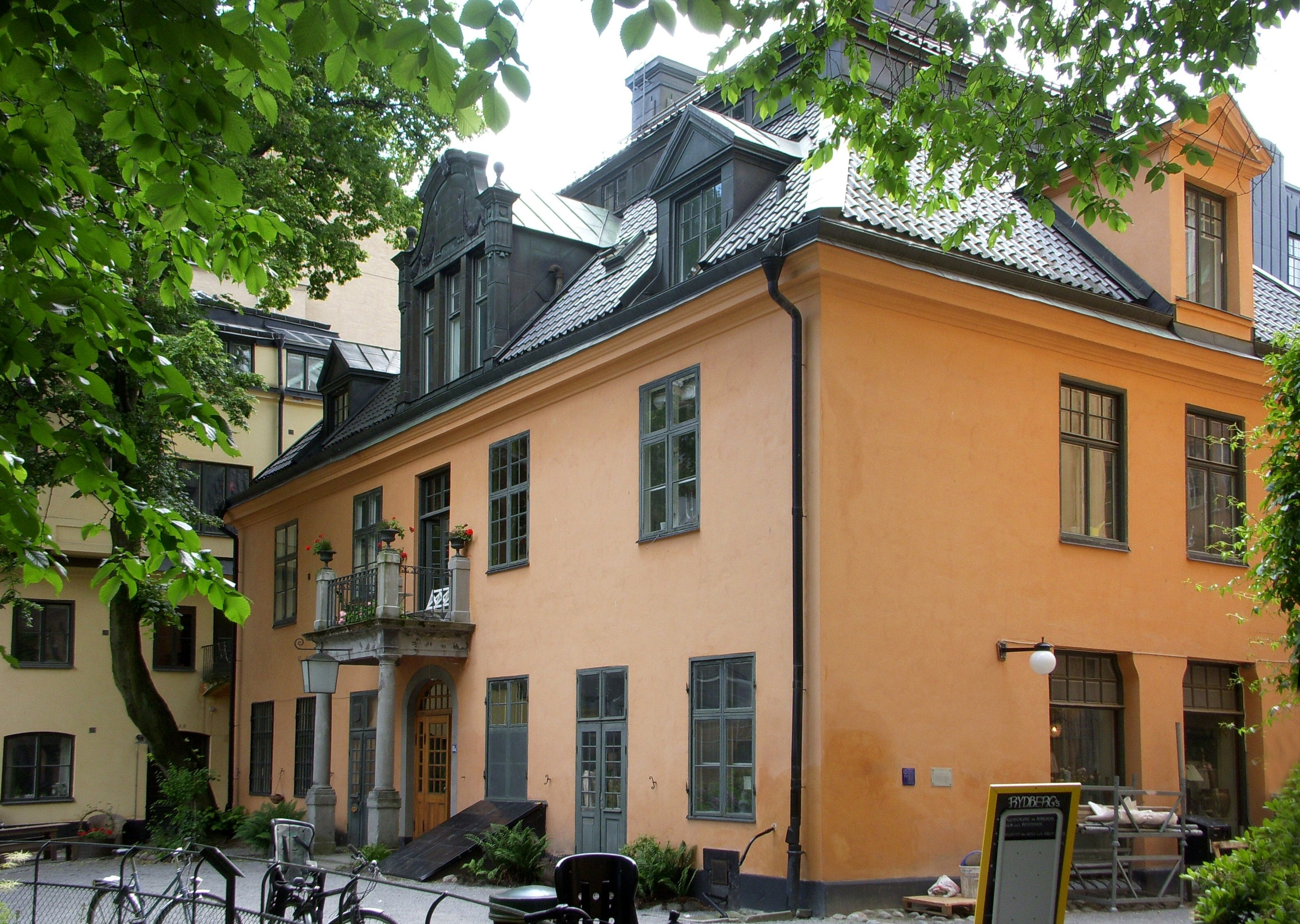
Hårlemanska malmgården, Hårlemans hem vid Drottninggatan 88A på Norrmalm i Stockholm.

Carl Hårleman var son till Johan Hårleman, som medverkat till anläggandet av Kungsträdgården, och Eva Johanna Baartz. Han blev faderlös som barn men han ville ändå gå i dennes fotspår och fick utbildning till arkitekt av Nicodemus Tessin d.y., faderns medarbetare. Under sitt liv företog han tre resor som blev avgörande. Den första resan var till Paris, där han studerade vid Kungliga arkitektakademien och Konstakademien 1721–1725 och begav sig till Italien därefter för studier i kyrklig arkitektur. De främsta influenserna var rokokon, som var en helt ny stilriktning. När han kom hem hade Tessin dött, och sonen Carl Gustaf Tessin tagit över som överintendent. Hårleman utnämndes till hovintendent och fick i uppdrag att bygga Stockholms slott klart.
För att kunna verkställa sina rokokoplaner för slottet behövde han anlita konstnärer från Frankrike, varför han begav sig dit på en andra resa. Han fick ett tiotal konstnärer och skulptörer med sig tillbaka. Detta blev inledningen till Hårlemans pedagogiska verksamhet; han deltog i bildandet av Ritakademien 1735 då behovet av inhemska konstnärer var uppenbart. Hårleman blev den förste chefen vid den nya akademien. År 1741 efterträdde han Tessin som överintendent, vilket innebar att han hade den högsta översynen av alla byggen i landet. Han invaldes i Vetenskapsakademien 1744 och var dess preses under andra kvartalet 1746.
Strax därefter företog han en tredje resa, till Paris. Där inspekterade han Gabriels inredningar i Versailles som han tog starkt intryck av.
År 1748 gifte han sig med Henrika Juliana von Liewen. Året innan upphöjdes han till friherre, men då äktenskapet blev barnlöst slöt han ätten själv.
Hans hem Hårlemanska malmgården på Drottninggatan 88A i Stockholm har bevarats, jämte platsen för dess trädgård som numera heter Centralbadsparken. Hårleman finns representerad vid bland annat Nationalmuseum i Stockholm.
Carl Hårleman är begraven i Klara kyrka i Stockholm.

## Verk
Det verk Hårleman är mest förknippad med är Stockholms slott. När Hårleman fick detta uppdrag, var fasaden redan färdigplanerad, och den utfördes helt enligt Tessins klassicistiska planer. Rikssalen och Vita havet är blandning av Tessins och Hårlemans franskinspirerade rokoko.
Hårleman utförde även kyrktorn, altare och orgelfasader samt utformade det karolinska gravkoret i Riddarholmskyrkan. År 1750 ritade han trädgården till Uppsala slott, det vill säga den botaniska trädgården som Olof Rudbeck d.ä. låtit anlägga. Trädgården är numera ett kulturminne. Till Uppsala ritade han även ärkebiskopssätet.
Mauritzbergs slott blev eldhärjat genom Rysshärjningarna år 1719, men återuppbyggdes av greve Claes Ekeblad. Han var gift med Hedvig Mörner av Morlanda. Slottet stod färdigt 1725 och har i allt väsentligt fått behålla sitt 1700-talsutseende till våra dagar. Slottets arkitektoniska dräkt får tillskrivas Carl Hårleman (1700-1753). Ett porträtt av Carl Hårleman finns i Ekebladarnas sätesgård Stola i Strö församling nordväst om Lidköping utfört av Olof Arenius.
Till Hårlemans tidiga arbeten hör även Gäddeholms slott (Thureholms slott). Även det förstördes genom Rysshärjningarna och återuppbyggdes med ursprungsbyggnaden som förebild, eftersom en del bärande väggar kunde återanvändas. Byggherre var Thure Gabriel Bielke. Arbetet med att uppföra det nya slottet pågick från 1728 till 1740-talet, och 1761 döptes slottet om till Thureholm, efter sin byggherres förnamn.

## Byggnadsverk i urval
Se även:Kategori:Byggnader ritade av Carl Hårleman
- Åkerö slott, Flens kommun
- Övedsklosters slott, Sjöbo kommun
- Svartsjö slott på Färingsö i Mälaren, Ekerö kommun
- Svindersvik, Nacka
- Holmentornet i Norrköping
- Stadstornet (Olaikyrkans kampanil), Norrköping
- Kristinebergs slott, Stockholm
- Fredrikshovs slott, Stockholm
- Stockholms gamla observatorium
- Hörningsholms slott, Mörkö, Södertälje kommun
- Tureholms slott, Trosa kommun
- Öveds kyrka, Sjöbo kommun
- Lanterninen på Hedemora kyrka
- Palacehuset i Brunnsparken i Göteborg
- Torönsborgs slott i Sankt Anna socken, Söderköpings kommun
- Sofia Albertina kyrka i Landskrona
- Norra Kasern i Kristianstad
- Tullbron i Falkenberg